# روژایه
شهر روژاجه (به روسی: Рожаје) در کشور مونته‌نگرو واقع شده‌است. جمعیت این شهر ۹٫۱۳۱ نفر  است. در تاریخ ۱۵۷۱ به عنوان شهر شناخته شد.

## نگارخانه

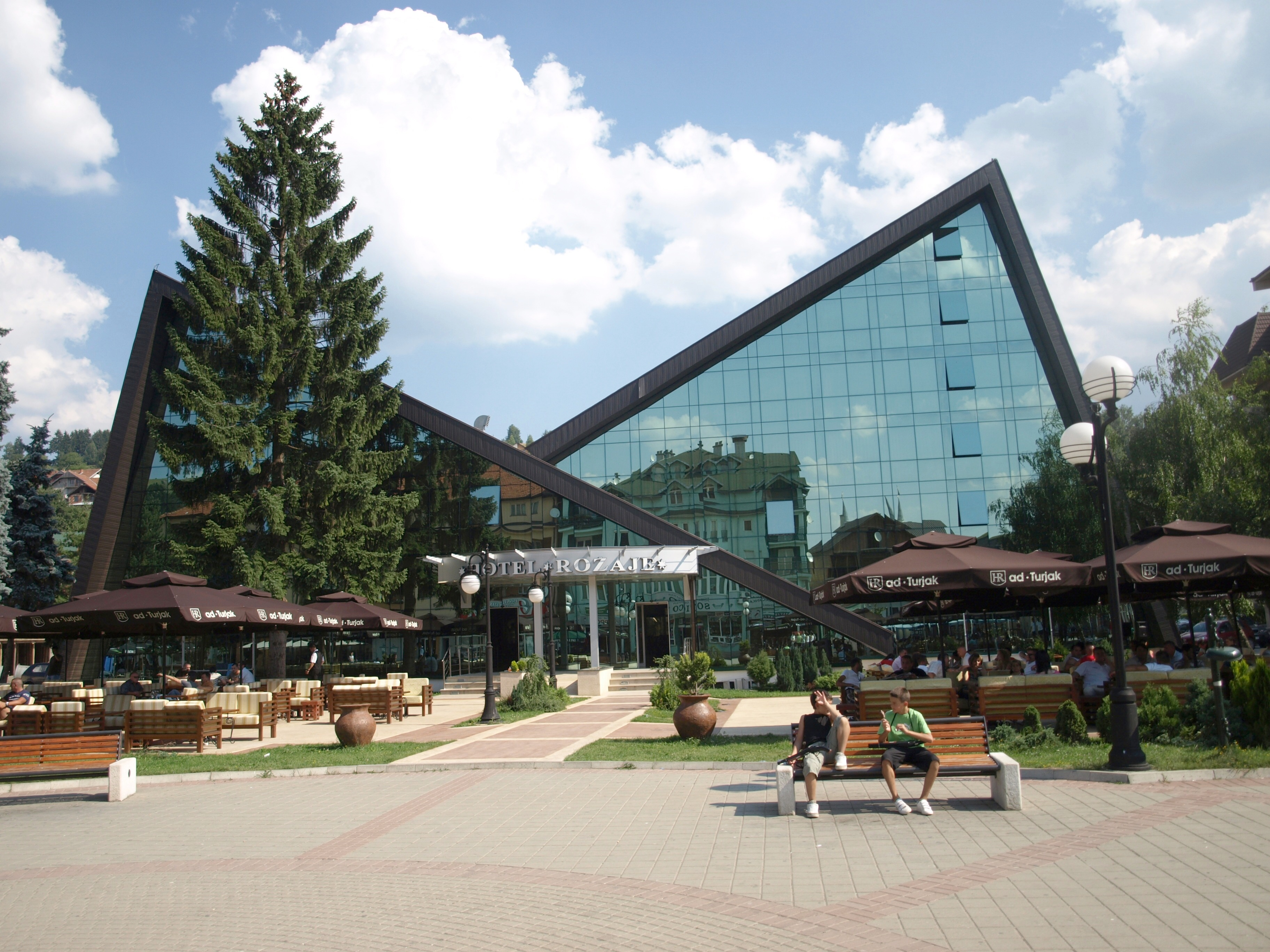
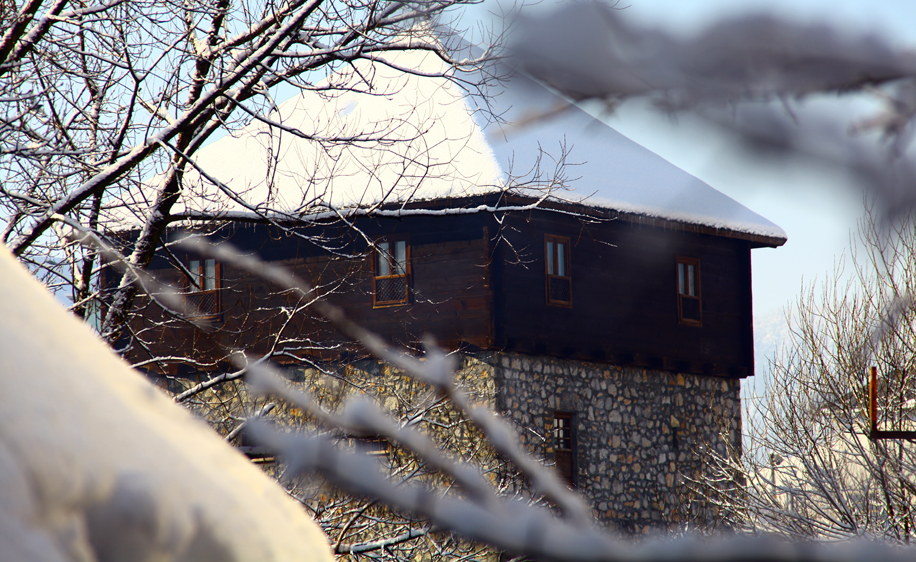
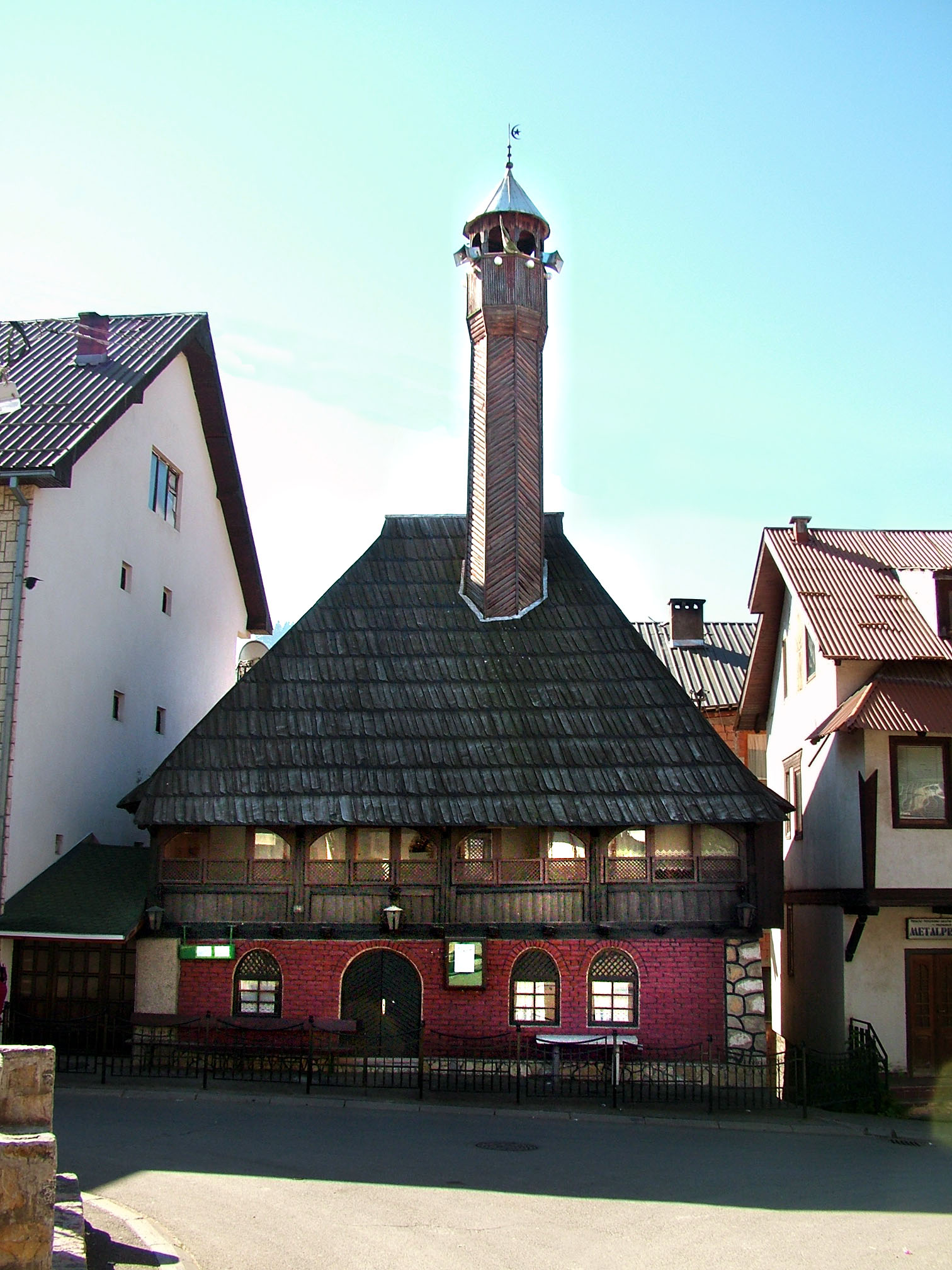
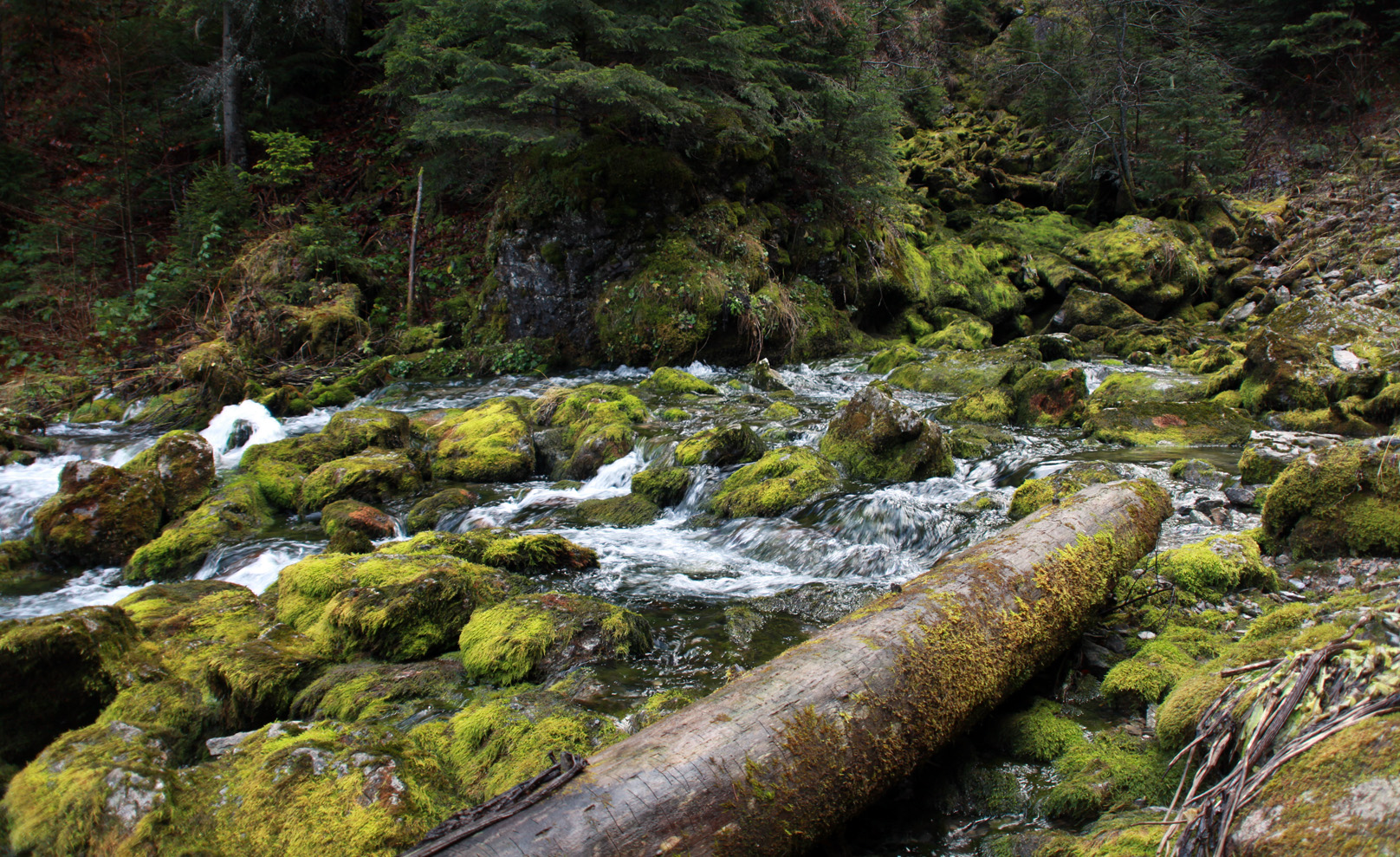
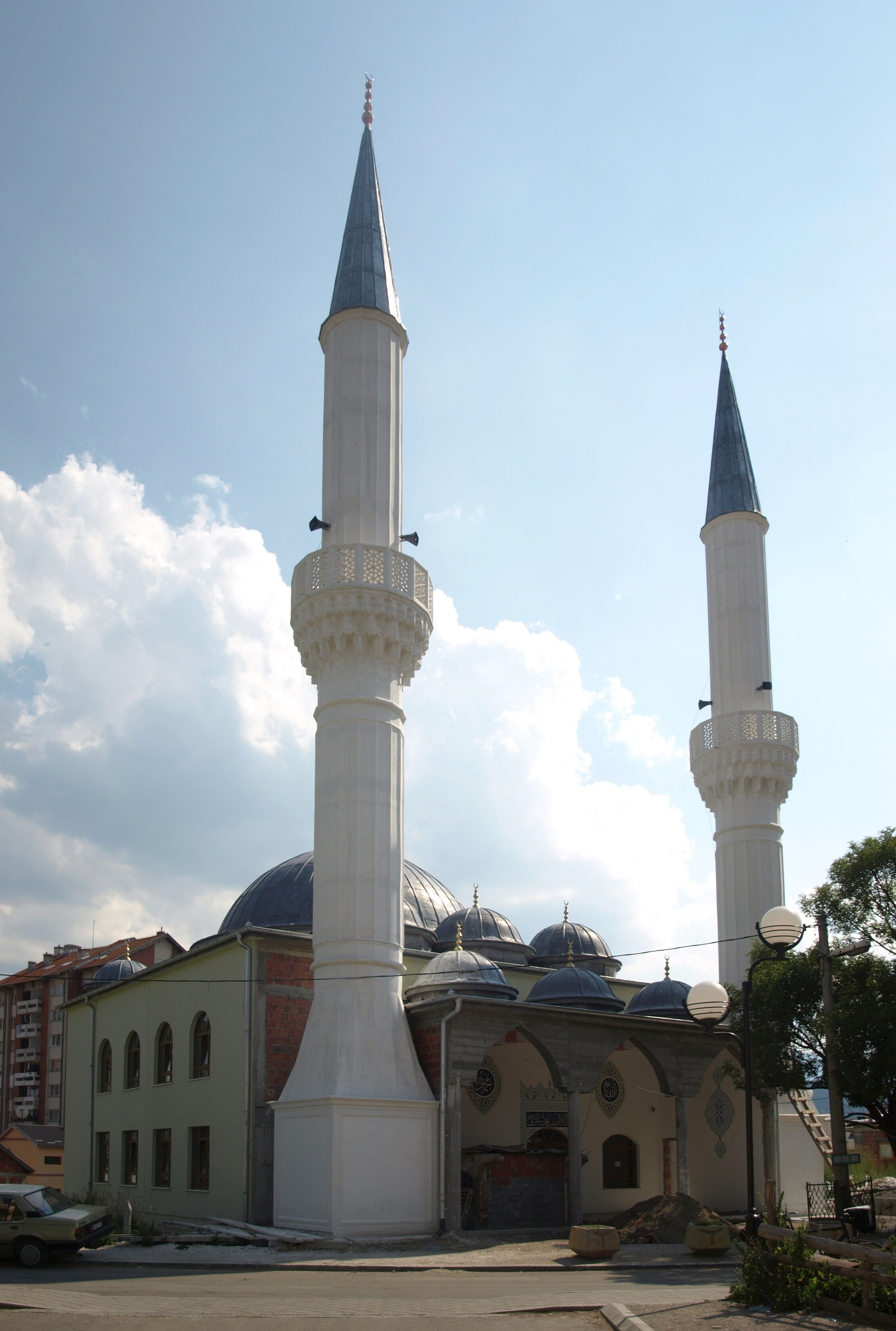
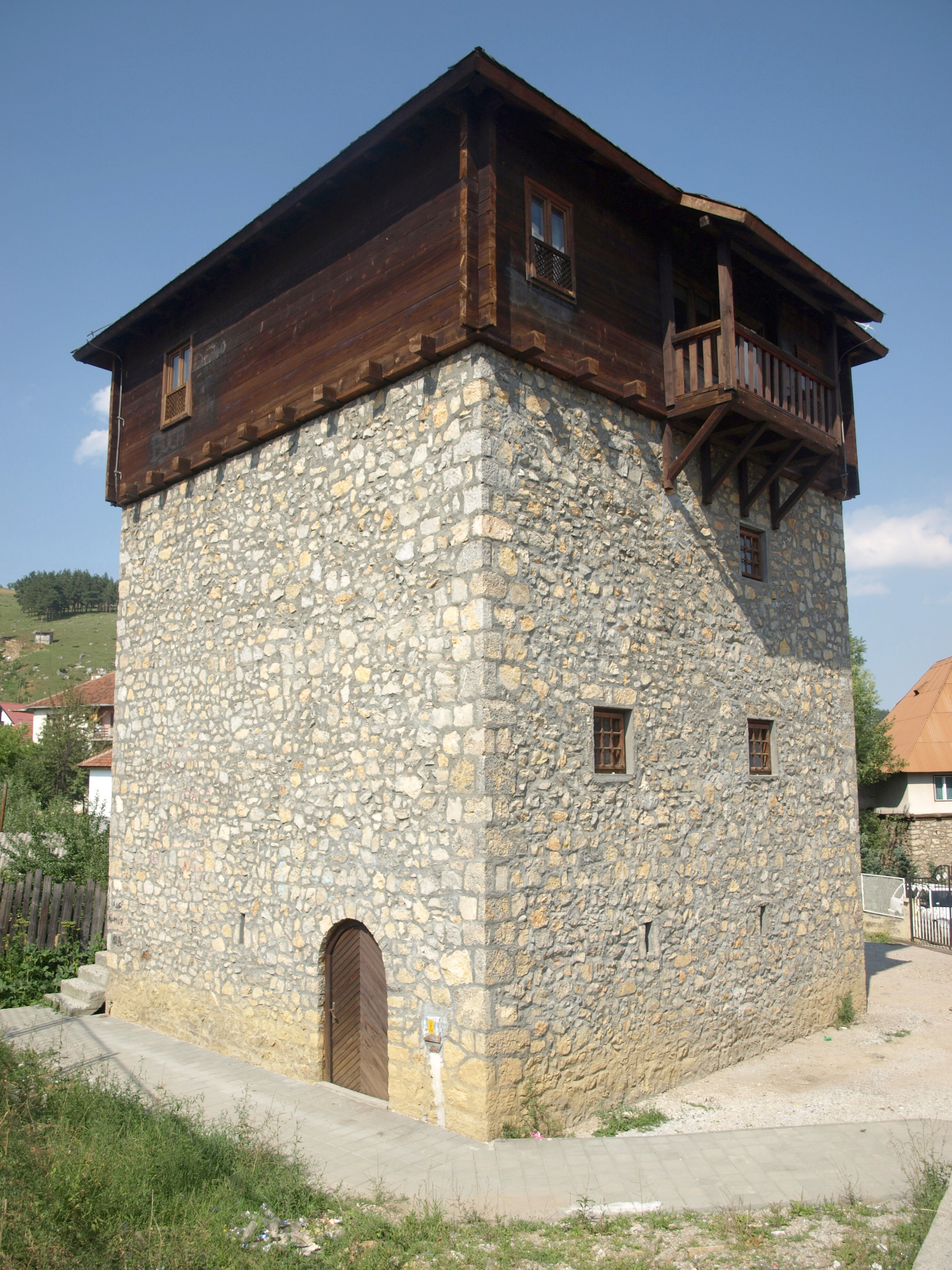